# 和束町
和束町（日语：／ Wazuka chō */?）是位於京都府東南部的行政區劃，為宇治茶的主要產地，也會使用「和束茶」的品牌，為京都府內煎茶產量最高的地方。

## 人口
| 和束町人口分布圖 |                                               |  |
| 和束町與日本全國年齡別人口分布比較圖 （2005年資料） | 和束町的年齡、男女別人口分布圖 （2005年資料） |  |
| ■紫色是和束町 ■綠色是全国 | ■藍色是男性 ■紅色是女性                       |  |
| 和束町人口變化 \| 1970年 \| 6,316人 \| \| \| 1975年 \| 6,244人 \| \| \| 1980年 \| 6,290人 \| \| \| 1985年 \| 6,333人 \| \| \| 1990年 \| 6,079人 \| \| \| 1995年 \| 5,921人 \| \| \| 2000年 \| 5,457人 \| \| \| 2005年 \| 4,998人 \| \| \| 2010年 \| 4,482人 \| \| \| 2015年 \| 3,956人 \| \| \| 2020年 \| 3,478人 \| \| |                                               |  |
| 資料來源：日本總務省統計中心提供之人口普查數據 |                                               |  |
| 1970年 | 6,316人                                       |  |
| 1975年 | 6,244人                                       |  |
| 1980年 | 6,290人                                       |  |
| 1985年 | 6,333人                                       |  |
| 1990年 | 6,079人                                       |  |
| 1995年 | 5,921人                                       |  |
| 2000年 | 5,457人                                       |  |
| 2005年 | 4,998人                                       |  |
| 2010年 | 4,482人                                       |  |
| 2015年 | 3,956人                                       |  |
| 2020年 | 3,478人                                       |  |

## 历史
西元8世紀時，圣武天皇興建了恭仁京（位於現在的木津川市）和紫香樂宮（位於現在的滋賀縣甲賀市），並開闢了穿越此地以連結兩地的道路，由於此地的山林景色，在此建立了「和豆香杣之莊」，簡稱為「和束莊」，東大寺及興福寺也同時在此擁有莊園。17世紀初，德川幕府二代將軍德川秀忠將女兒德川和子嫁給後水尾天皇時，同時將此地獻給朝廷，從此此地也成為皇室的領地。
明治維新後被劃入新設立的京都府，在1889年實施町村制時，現在的和束町轄區分屬西和束村、中和束村、東和束村和湯船村四村。
1954年西和束村、中和束村和東和束村先合併為和束町，兩年後的1956年，湯船村也併入和束町，形成現在和束町的範圍。

### 變遷表
| 1889年4月1日 | 1889年 - 1926年 | 1926年 - 1944年 | 1945年 - 1954年       | 1955年 - 1989年          | 1989年 - 现在 | 现在   |
| ------------ | --------------- | --------------- | --------------------- | ------------------------ | ------------- | ------ |
| 西和束村     | 西和束村        | 西和束村        | 1954年12月15日 和束町 | 1954年12月15日 和束町    | 和束町        | 和束町 |
| 中和束村     |                 |                 | 1954年12月15日 和束町 | 1954年12月15日 和束町    | 和束町        | 和束町 |
| 东和束村     |                 |                 | 1954年12月15日 和束町 | 1954年12月15日 和束町    | 和束町        | 和束町 |
| 汤船村       | 汤船村          | 汤船村          | 汤船村                | 1956年9月30日 并入和束町 | 和束町        | 和束町 |

## 交通
轄內並無鐵通過，對外公共交通依靠奈良交通的客運。
過去轄內曾設有京都府內第一批登記的道之驛－道之站茶處和束，但此地在2003年結束營業，也成為全日本第一個被註銷登記的道之驛。

## 外部連結
- （日語）好地方和束～茶源鄉～** （简体中文） （页面存档备份，存于）
- （日語） 相樂東部廣域連合